# Trichosalpinx notosibirica
Trichosalpinx notosibirica là một loài thực vật có hoa trong họ Lan. Loài này được (T.Hashim.) Luer miêu tả khoa học đầu tiên năm 1983.